# Anthrax ipiriensis
Anthrax ipiriensis är en tvåvingeart som beskrevs av Dils och Weyer 1995. Anthrax ipiriensis ingår i släktet Anthrax och familjen svävflugor.
Artens utbredningsområde är Grekland. Inga underarter finns listade i Catalogue of Life.